# Nogent-le-Rotrou
Nogent-le-Rotrou település Franciaországban, Eure-et-Loir megyében. Lakosainak száma 9305 fő (2022. január 1.). Nogent-le-Rotrou Trizay-Coutretot-Saint-Serge, Berd’huis, Saint-Hilaire-sur-Erre, Saint-Pierre-la-Bruyère, Arcisses, Perche en Nocé, Val-au-Perche és Sablons-sur-Huisne községekkel határos.

## Látnivalók
A kies völgyben épült csinos városnak fő ékessége a hűbéri korszakból való kastélya, amelyet a 15. században restauráltak; azonkívül van benne egy régi Notre Dame-templom, Saint-Paul generális szobra és a kórház kápolnájában Sullynek és nejének síremléke.

## Népesség
A település népességének változása:
| Lakosok száma | 11 578 | 12 464 | 11 591 | 11 488 | 10 496 | 9956 | 9715 | 9491 | 9433 | 9305 |
|               | 1968   | 1982   | 1990   | 2006   | 2013   | 2015 | 2017 | 2019 | 2020 | 2022 |